# Маргарита Махаева
Маргарита Иванова Махаева е български адвокат и политик от партия „Възраждане“. Народен представител в XLIX народно събрание.

## Биография
Маргарита Махаева е родена на 14 юли 1977 г. в град Силистра, Народна република България. През 2015 г. завършва специалност „Право“ в Юридическия факултет на Русенския университет „Ангел Кънчев“.
През 2016 г. е стажант – юрист в Софийски районен съд, Софийски градски съд, Софийска районна прокуратура, Софийска градска прокуратура, Столична следствена служба към Софийска градска прокуратура, Агенция по вписванията, Нотариат. Придобива юридическа правоспособност след успешно положен изпит по чл. 294 от Закона за съдебната власт.
В периода от 2017 до 2019 г. е юрисконсулт в частна фирма, а от 2019 г. е адвокат към Софийска адвокатска колегия.

## Политическа дейност
На парламентарните избори през 2023 г. е кандидат за народен представител от листата на партия „Възраждане“, 5-то в 25 МИР София. Избрана е за народен представител от същия многомандателен избирателен район.